# Gipsy Kings
I Gipsy Kings sono un gruppo musicale formato da rom (facenti parte del gruppo dei Kalo) residenti in Francia ma di origine spagnola.

## Storia
I componenti del gruppo sono di origine andalusa, ma le loro due famiglie di origine gitana (i Reyes e i Baliardo, imparentate fra loro) lasciarono il paese durante la guerra civile spagnola installandosi, come molte altre all'epoca, in Provenza. Sin da piccoli i cinque fratelli Reyes (dei Gipsy Kings) impararono dal loro padre, José Reyes, la rumba sia nel canto che nella chitarra.
José riuscì a trovare una produzione discografica per il proprio primo album di canzoni di rumba e da lì, quasi inconsapevolmente, gettò le basi per la creazione di un nuovo genere musicale. La voce gitana di José è stata ereditata, nella sua cavernosità e raucedine, sostanzialmente dal figlio Canut.
Chico Bouchikì, di origini arabe, fu praticamente inglobato nella famiglia Reyes da papà Josè che lo definiva "figlio adottivo". Ha fatto parte dei Gipsy Kings per parecchi anni, fino a quando un forte litigio lo allontanò dal gruppo. L'uscita dal gruppo di Chico corrispose con la fine del periodo di massimo successo e creatività dei Gipsy Kings. Attualmente Chico è sposato con una delle cinque sorelle Reyes che insieme a Canut, Pablo, Andrea, Nicolas e Pachai sono i dieci figli di José.
Il loro stile di musica è una fusione di rumba flamenca, flamenco tradizionale e musica pop. Pur fortemente criticati dai puristi del flamenco, negli anni ottanta i Gipsy Kings riuscirono ad ottenere in Francia un enorme successo con il brano Bamboléo, tratto dal loro terzo album intitolato Gipsy Kings. Il successo fu replicato con il disco seguente, Mosaïque, contenente tra gli altri brani una rielaborazione in chiave flamenco di Nel blu dipinto di blu di Domenico Modugno.

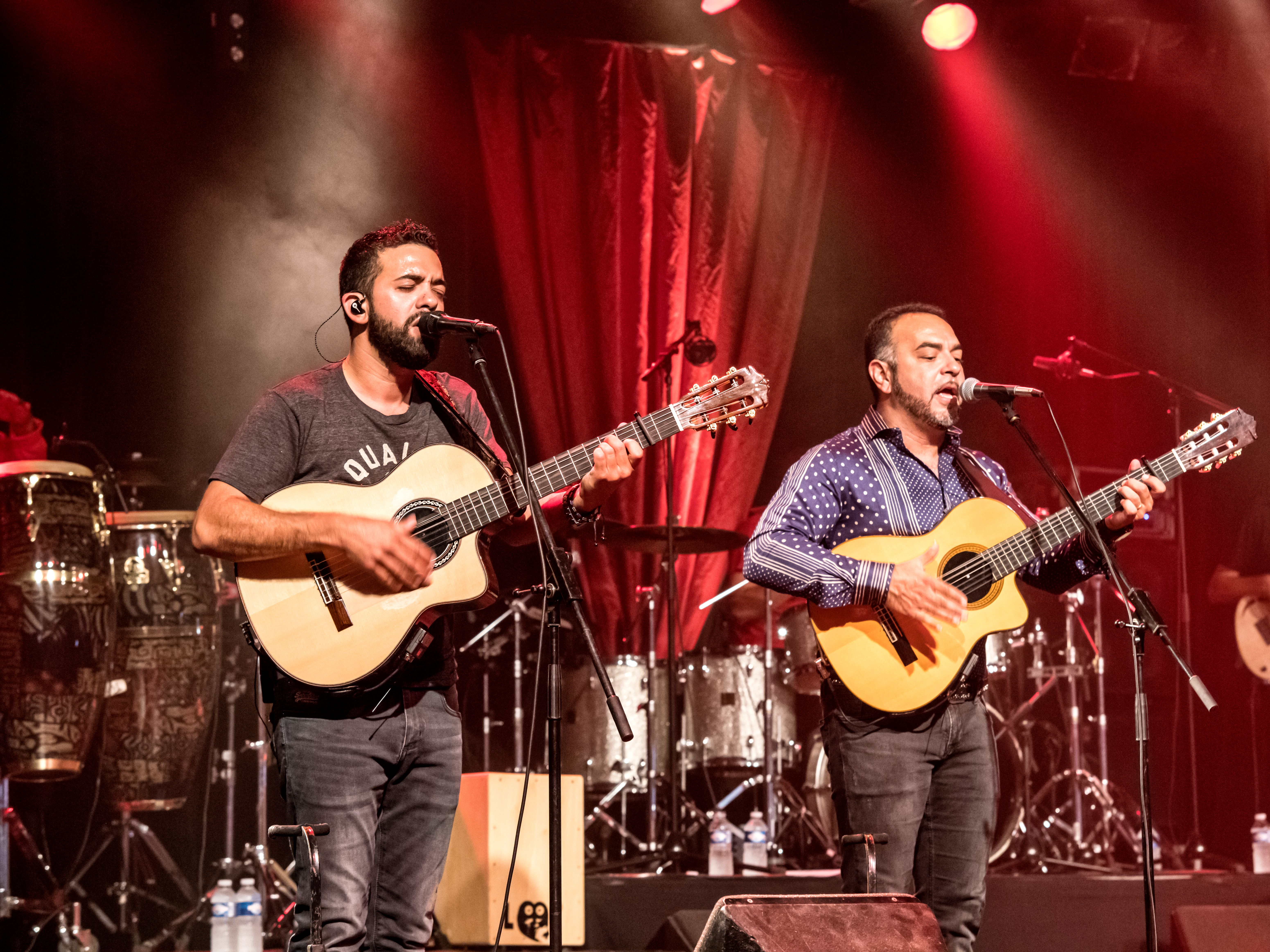
I Gipsy Kings durante un'esibizione nel 2016.

Nel 1989 il gruppo riuscì ad entrare nelle classifiche USA e a rimanervi per ben 40 settimane, episodio più unico che raro, al tempo, per artisti di lingua spagnola. Nel 1994 registrano due brani inediti, Alma latina e Mistero antico, nell'album di Consiglia Licciardi dal titolo Alma latina.
Nel 2000 incidono insieme a Ziggy Marley una versione di One Love, celebre brano di Bob Marley. Nel 2004 partecipano al Festival di Sanremo accompagnando Massimo Modugno nel brano Quando l'aria mi sfiora. Nel 2008 duettano con il cantante italiano Gigi D'Alessio nella canzone Solo lei, incisa nell'album Questo sono io.
La loro versione spagnola di Un amico in me può essere ascoltata alla fine del film Toy Story 3 della Disney-Pixar e si trova nel disco della colonna sonora del film. In una scena all’interno del film Il grande Lebowski (1998) si può udire in sottofondo la versione dei Gipsy Kings del brano Hotel California degli Eagles.

## Formazione

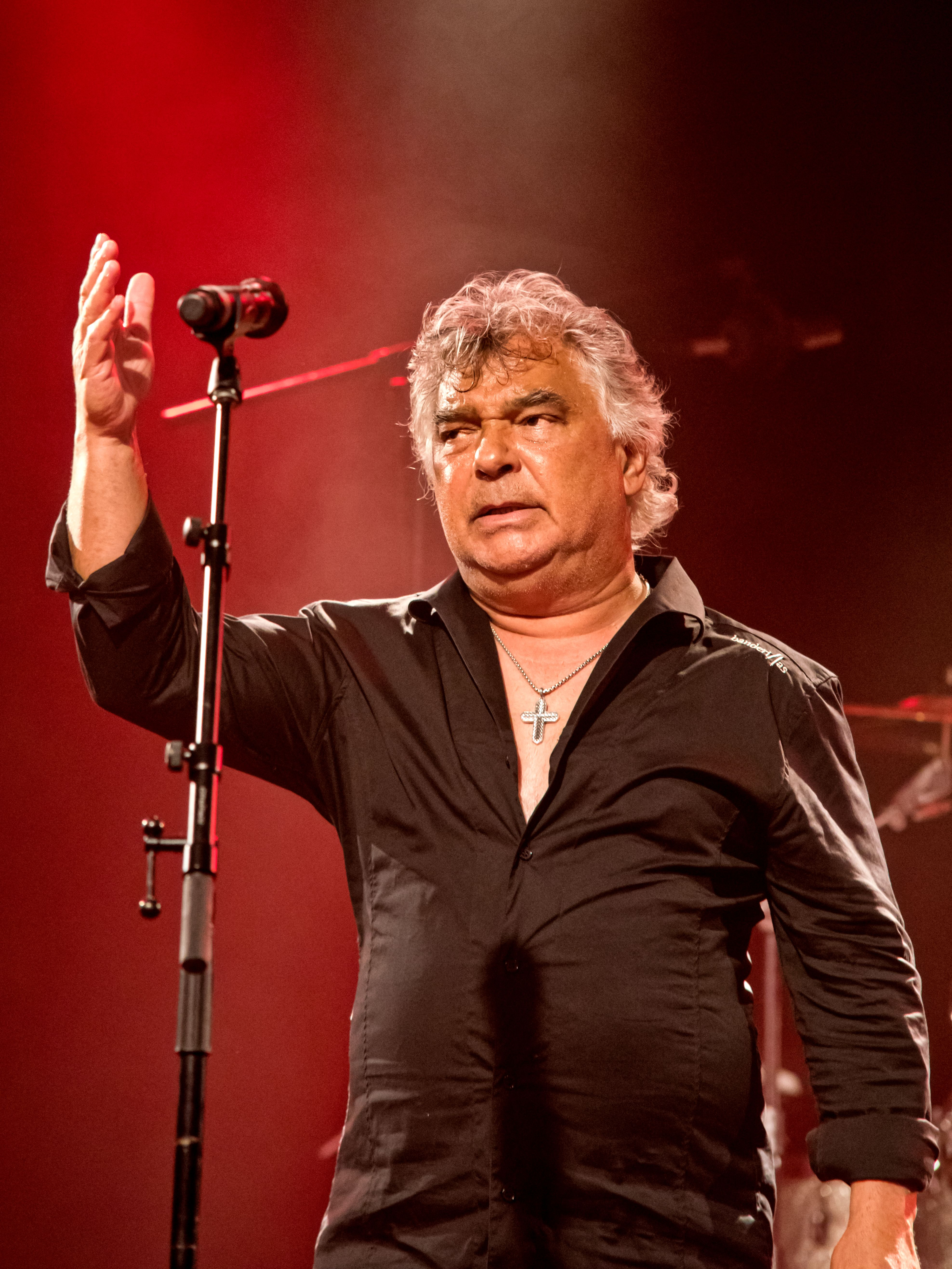
Zelt-Musik-Festival nel 2016

I Gipsy Kings sono costituiti da due famiglie imparentate: la Reyes e la Baliardo. Sono nipoti di Manitas de Plata.
- Nicolás Reyes - voce principale, chitarra
- Patchai Reyes - voce, chitarra
- Souen Reyes - voce, chitarra
- Pablo Reyes - voce, chitarra
- Canut Reyes - voce, chitarra
- Andre Reyes - chitarra
- Diego Baliardo - chitarra
- Paco Baliardo - chitarra
- Tonino Baliardo - chitarra solista
- Dominique Droin - chitarra, tastiera

Chico Bouchikì, genero di Jose Reyes, è stato uno dei fondatori del gruppo e ha registrato sette album (Gitan poete, L'amour d'un jour, Allegria, Luna de fuego, Gipsy Kings, Best Remixes, Mosaïque). Nel 1992, Chico abbandona il gruppo e crea la banda Chico & The Gypsies, famosa in tutto il mondo. Il fratello Ahmed, venne ucciso dai servizi segreti israeliani nel 1973 a Lillehammer per uno scambio di persona (credevano fosse il vero obiettivo, il palestinese Ali Hassan Salameh).

## Discografia

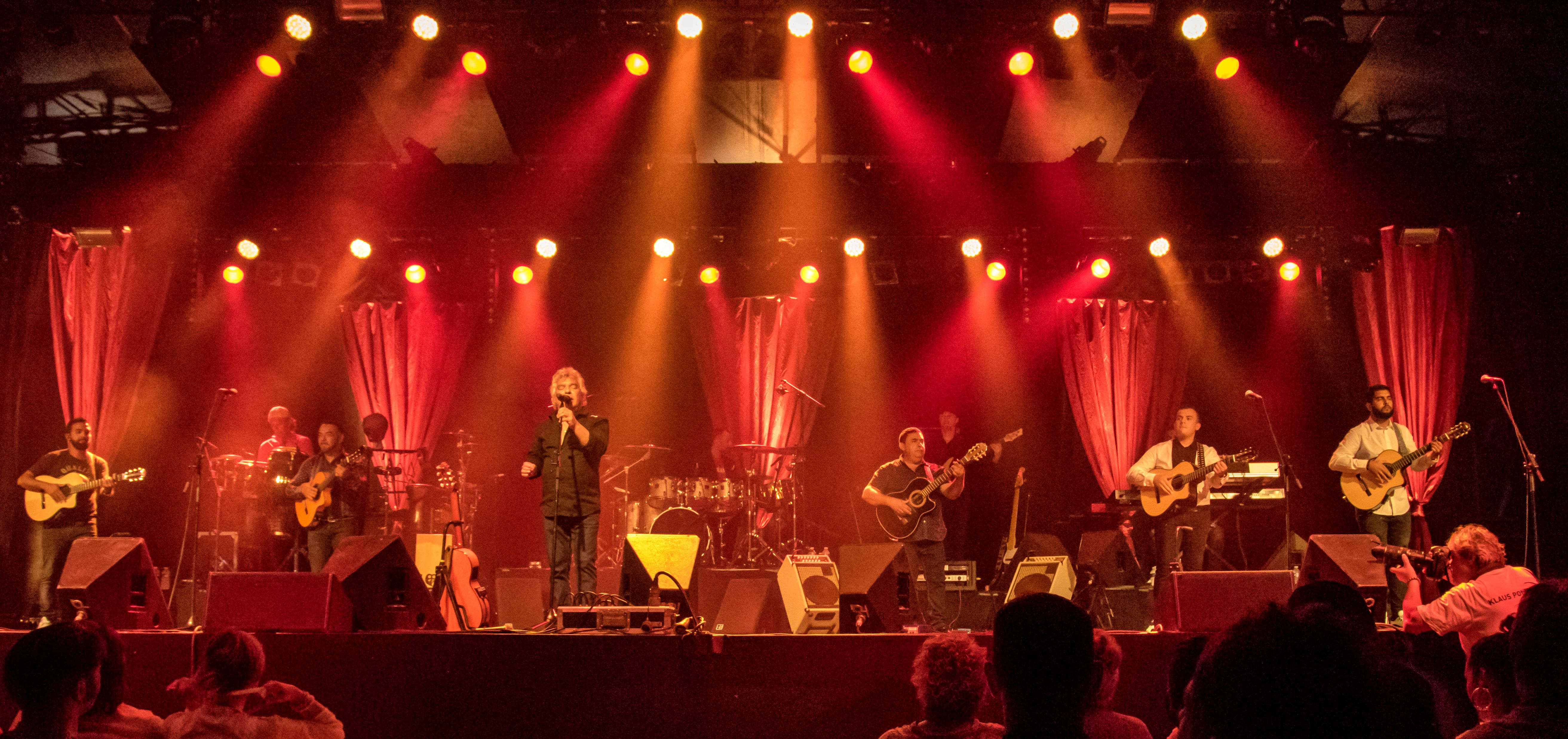
Zelt-Musik-Festival nel 2016 a Friburgo in Brisgovia

### Album in studio
- 1982 – Allegria
- 1983 – Luna de fuego
- 1988 – Gipsy Kings
- 1989 – Mosaïque
- 1991 – Este mundo
- 1993 – Love and Liberté
- 1995 – Estrellas
- 1996 – Tierra gitana
- 1997 – Compas
- 2001 – Somos gitanos
- 2004 – Roots
- 2006 – Pasajero
- 2013 – Savor flamenco

### Album dal vivo
- 1992 – Live
- 2014 – Gipsy Kings Live

### Raccolte
- 1994 – Greatest Hits
- 1995 – The Best of the Gipsy Kings
- 1996 – Love Songs
- 1998 – Cantos de amor
- 1999 – ¡Volaré! The Very Best of the Gipsy Kings

### Collaborazioni
- 1990 – A mi manera (My Way) (Joan Baez feat. Gipsy Kings)
- 1995 – Sing Sing Sing (Chicago feat. Gipsy Kings)
- 2020 – Ciclone (Takagi & Ketra e Elodie feat. Mariah, Gipsy Kings, Nicolás Reyes e Tonino Baliardo)